# Ейлерт Фальх-Лунд
Ейлерт Фальх-Лунд (норв. Eilert Falch-Lund, 27 січня 1875 — 2 лютого 1960) — норвезький яхтсмен.
Олімпійський чемпіон 1912 року в класі 12 метрів.